# Carl De Geer (1923–2021)
Carl De Geer, född den 4 januari 1923 i Lund, död 5 september 2021  i Engelbrekts distrikt i Stockholm, var en svensk friherre och diplomat.
De Geer, som var politices magister och civilekonom, började arbeta på Utrikesdepartementet 1947 och tjänstgjorde bland annat i Berlin, Washington och Paris. Han blev utrikesråd 1968, chef för handelsavdelningen 1970 och biträdande kabinettssekreterare 1972. Därefter utsågs han till ambassadör, stationerad vid Sveriges ständiga representation vid de internationella organisationerna i Genève 1975–1979, i Moskva 1979–1983 och i Köpenhamn 1984–1988. Åren 1983–1984 tjänstgjorde han på den svenska FN-representationen i New York.
Carl De Geer var son till Arvid De Geer. Han var far till affärsmannen och miljardären Gerard De Geer och advokaten Carl Gustaf De Geer.

## Utmärkelser
- Kommendör av Nordstjärneorden, 3 december 1974.[4]
- Kommendör med stjärna av Isländska falkorden, 5 maj 1971.[5]